# Сьело-драйв, 10050
Сьело-драйв, 10050 — особняк, который был расположен в районе Бенедикт-Кэньон, к северу от Беверли-Хиллз, Лос-Анджелес, штат Калифорния. В 1969 году в этом доме членами банды Чарли Мэнсона была убита актриса Шэрон Тейт. После этих трагических событий в нём проживали различные голливудские знаменитости — деятели кино- и музыкальной индустрии. Особняк был снесён в 1994 году, на его месте был построен новый дом, который имеет другой адрес.

## Архитектура
Проект дома был разработан архитектором Робертом Бёрдом для французской актрисы Мишель Морган. Строительство продолжалось в период с 1942 по 1944 годы. Особняк был чрезвычайно похож (однако не идентичен) на соседний дом — Сьело-драйв, 10048, который располагался на отдельном плато, непосредственно под 10050. Два этих сооружения часто называли «домами-близнецами».
Особняк был построен в стиле «Френч Кантри» и был расположен на 3 акрах земли в одном из тупиков улицы Сьело-драйв, в районе Бенедикт-Кэньон, близ гор Санта-Моника с видом на Беверли-Хиллз и Бель Эйр. Восточная часть дома находилась у склона холма, среди его внутреннего убранства были: каменные камины, потолки с балочными перекрытиями, большие панорамные окна, чердак над гостиной, бассейн и гостевой дом — всё это было окружено густой порослью сосновых деревьев и цветущей вишни.

## История дома
Мишель Морган эксплуатировала этот дом совсем недолгое время. К концу Второй мировой войны она вернулась во Францию. В 1946 году Лилиан Гиш переехала туда со своей матерью в период съёмок кинофильма «Дуэль под солнцем» (1946).
В начале 1960-х дом был куплен музыкальным менеджером Руди Альтобелли за 86 000 долларов. Он часто сдавал его в аренду, среди жителей были: Кэри Грант и Дайан Кэннон (они проводили там медовый месяц в 1965 году), Генри Фонда, Джордж Чакирис, Марк Линдси, группа Paul Revere & the Raiders, Саманта Эггар и Оливия Хасси. Впервые Чарльз Мэнсон посетил этот дом в конце 1968 года, когда там проживали Терри Мэлчер (сын Дорис Дэй) и его девушка — актриса Кэндис Берген, а также музыкальный менеджер Роджер Харт. Однако в 1969 году пара рассталась, и Мэлчер переехал в Малибу.
В феврале 1969 года Роман Полански и его беременная жена — Шэрон Тейт поселились в этом доме. Ночью 9 августа 1969 года в доме произошла резня. Члены банды Мэнсона по его приказу совершили массовое убийство, среди их жертв были: Шэрон Тейт, Войцех Фриковски, Эбигейл Фолгер, Джей Себринг и Стивен Пэрент. Уильям Гарретсон, смотритель дома и приятель Пэрента, жил в гостевом здании — позади особняка, и уцелел, его взяли под стражу сотрудники полиции, утром прибывшие на место преступления. Позже с него были сняты все обвинения. Роман Полански в это время находился в Лондоне.
Альтобелли переехал в дом через три недели после убийства и прожил там в течение следующих 20 лет. Во время интервью телеканалу ABC он сказал, что находясь в этом доме «чувствует безопасность, надёжность, любовь и красоту». В конце-концов он продал этот особняк за 1,6 миллиона долларов.
Последним жителем дома стал фронтмен группы Nine Inch Nails Трент Резнор. Резнор начал арендовать дом в 1992 и соорудил внутри собственную студию звукозаписи. Эта студия была названа «PIG» (иногда называется «Le Pig») — ссылаясь на одноимённую надпись, которая была написана кровью Тейт на парадной двери дома (надпись оставила одна из убийц — Сьюзан Аткинс). В этой студии было записано два альбома NIN: Broken (1992) и The Downward Spiral (1994), а также дебютный диск группы Мэрилина Мэнсона — Portrait of an American Family (1994). Резнор съехал из особняка в декабре 1993, позже сказав, что: «в этом доме была слишком гнетущая атмосфера».

Резнор рассказал о личных переживаниях, связанных с этим домом во время интервью журналу Rolling Stone (1997):
Во время работы над The Downward Spiral я жил в доме, где была убита Шэрон Тэйт. Однажды я встретил её сестру. Это было случайностью, короткая встреча. Она спросила меня: „Ты используешь смерть моей сестры ради дешёвой популярности, проживая в её доме?“ Это было пощёчиной для меня. Я ответил: „Нет, это нечто вроде интереса к фольклору. Я жил в доме, где творилась странная часть американской истории“. Я думал, это никогда не заденет меня, но это случилось. Она потеряла сестру в бесчувственной, жестокой ситуации, которую я не одобряю. Я спросил себя: „Что, если это была бы моя сестра?“ И я подумал: „Будь проклят Чарли Мэнсон“. Я пришёл домой и плакал той ночью. Это позволило мне увидеть обратную сторону медали, понимаете?
Переезжая, Резнор забрал с собой парадную дверь дома, установив её в Nothing Studios — его новой студии звукозаписи в Новом Орлеане.
В 1994 году новый владелец здания снёс дом, а на его месте построили новый особняк — «Villa Bella», который был зарегистрирован по адресу Сьело-драйв, 10066. Нынешним владельцем имущества является голливудский продюсер Джефф Франклин. Новое здание совсем не похоже на то жильё, где произошло убийство Тейт. Единственным напоминанием о былом прошлом остался одинокий телефонный столб, на который взобрался Текс Уотсон (один из головорезов «Семьи»), чтобы перерезать провода и лишить своих жертв связи.